# Дзьвершно-Велике
Дзьвершно-Велике (пол. Dźwierszno Wielkie, нім. Groß Dreidorf) — село в Польщі, у гміні Лобжениця Пільського повіту Великопольського воєводства.
Населення — 250 осіб (2011).
У 1975-1998 роках село належало до Пільського воєводства.

## Демографія
Демографічна структура станом на 31 березня 2011 року:
|          | Загалом | Допрацездатний вік | Працездатний вік | Постпрацездатний вік |
| -------- | ------- | ------------------ | ---------------- | -------------------- |
| Чоловіки | 126     | 23                 | 91               | 12                   |
| Жінки    | 124     | 32                 | 69               | 23                   |
| Разом    | 250     | 55                 | 160              | 35                   |